# Discografia di Bianca Atzei
La discografia di Bianca Atzei, cantautrice italiana, è costituita da tre album in studio, uno di cover, venticinque singoli e ventitré video musicali, pubblicati dal 2012.

## Album

### Album in studio
| Anno                                                         | Titolo | Classifiche |
| Anno                                                         | Titolo | ITA         |
| ------------------------------------------------------------ | --- | ----------- |
| 2015                                                         | Bianco e nero - Pubblicato: 12 febbraio 2015 - Etichetta: Baraonda Edizioni Musicali - Formati: CD, download digitale, streaming | 15          |
| 2022                                                         | Veronica - Pubblicato: 29 aprile 2022 - Etichetta: Apollo Records - Formati: CD, download digitale, streaming                    | —           |
| 2024                                                         | 1987 - Pubblicato: 17 maggio 2024 - Etichetta: Apollo Records - Formati: CD, download digitale, streaming                        | —           |
| "—" indica una pubblicazione non classificata in quel paese. | |             |

### Album di cover
| Anno | Titolo                                                                                           |
| ---- | ------------------------------------------------------------------------------------------------ |
| 2023 | Il mio canto libero - Pubblicato: 9 giugno 2023 - Etichetta: Apollo Records - Formati: streaming |

## Singoli
| Anno                                                         | Titolo                                          | Classifiche | Certificazioni | Unità          | Album di provenienza |
| Anno                                                         | Titolo                                          | ITA         | Certificazioni | Unità          | Album di provenienza |
| ------------------------------------------------------------ | ----------------------------------------------- | ----------- | -------------- | -------------- | -------------------- |
| 2012                                                         | L'amore vero                                    | 52          |                |                | /                    |
| 2012                                                         | La gelosia (feat. Modà)                         | 33          |                |                | /                    |
| 2013                                                         | La paura che ho di perderti                     | 37          | - ITA: Oro     | - ITA: 25 000+ | /                    |
| 2013                                                         | One Day I'll Fly Away                           | —           |                |                | /                    |
| 2014                                                         | Non è vero mai (feat. Alex Britti)              | 32          |                |                | /                    |
| 2014                                                         | Non puoi chiamarlo amore                        | 100         |                |                | /                    |
| 2015                                                         | Il solo al mondo                                | 68          |                |                | Bianco e nero        |
| 2015                                                         | Ciao amore, ciao (feat. Alex Britti)            | —           |                |                | Bianco e nero        |
| 2015                                                         | In un giorno di sole                            | —           |                |                | Bianco e nero        |
| 2015                                                         | Riderai                                         | —           |                |                | Bianco e nero        |
| 2016                                                         | La strada per la felicità (Laura)               | —           |                |                | Bianco e nero        |
| 2017                                                         | Ora esisti solo tu                              | 21          | - ITA: Oro     | - ITA: 25 000+ | /                    |
| 2017                                                         | Abbracciami perdonami gli sbagli                | —           |                |                | /                    |
| 2018                                                         | Fire on Ice                                     | —           |                |                | /                    |
| 2018                                                         | Risparmio un sogno                              | —           |                |                | /                    |
| 2019                                                         | La mia bocca                                    | —           |                |                | /                    |
| 2021                                                         | John Travolta (feat. Legno)                     | —           |                |                | Veronica             |
| 2021                                                         | Straniero (feat. Boss Doms e Seryo)             | —           |                |                | Veronica             |
| 2022                                                         | Videogames (feat. Ciao Sono Vale e Danti)       | —           |                |                | Veronica             |
| 2022                                                         | Collisioni (feat. Virginio)                     | —           |                |                | Veronica             |
| 2022                                                         | Siamo tutte uguali (feat. Cristiano Malgioglio) | —           |                |                | Veronica             |
| 2022                                                         | Playa nera (feat. Get Far e Bombai)             | —           |                |                | /                    |
| 2024                                                         | Discoteca                                       | —           |                |                | 1987                 |
| 2024                                                         | Le canzoni di Vasco (feat. Tormento)            | —           |                |                | 1987                 |
| 2025                                                         | Testacoda                                       | —           |                |                | /                    |
| "—" indica una pubblicazione non classificata in quel paese. |                                                 |             |                |                |                      |

## Autrice per altri artisti
- 2012 – Folle stronza per Loredana Errore (testo: Veronica Atzei, Diego Calvetti - musica: Diego Calvetti), pubblicata nell'album Pioggia di comete
- 2016 – Io e te per Dear Jack (testo: Veronica Atzei, Cosimo Angiuli - musica: Ferdinando Arnò), pubblicata nell'album Mezzo respiro

## Video musicali
| Anno | Titolo                               | Regista/i                            |
| ---- | ------------------------------------ | ------------------------------------ |
| 2012 | L'amore vero                         | Gaetano Morbioli                     |
| 2013 | La gelosia (feat. Modà)              | Fabrizio De Matteis e Matteo Alberti |
| 2013 | La paura che ho di perderti          | Fabrizio De Matteis e Matteo Alberti |
| 2013 | One Day I'll Fly Away                | Christian Duguay                     |
| 2014 | Non è vero mai (feat. Alex Britti)   | Gaetano Morbioli                     |
| 2014 | Non puoi chiamarlo amore             | Luca Tartaglia                       |
| 2015 | Il solo al mondo                     | Gaetano Morbioli                     |
| 2015 | Ciao amore, ciao                     | Gaetano Morbioli e Nanni Musiqo      |
| 2015 | In un giorno di sole                 | Gaetano Morbioli                     |
| 2015 | Riderai                              | Gaetano Morbioli                     |
| 2016 | La strada per la felicità (Laura)    | Gaetano Morbioli                     |
| 2017 | Ora esisti solo tu                   | Gaetano Morbioli                     |
| 2017 | Abbracciami perdonami gli sbagli     | Gaetano Morbioli                     |
| 2018 | Fire on Ice                          | Gaetano Morbioli                     |
| 2018 | Risparmio un sogno                   | Gaetano Morbioli                     |
| 2019 | La mia bocca                         | Gaetano Morbioli                     |
| 2021 | John Travolta (feat. Legno)          | Stefano Poggioni                     |
| 2021 | Straniero (feat. Boss Doms e Seryo)  | Simone Mastronardi                   |
| 2022 | Collisioni (feat. Virginio)          | Jacopo Marchini                      |
| 2022 | Playa nera (feat. Get Far e Bombai)  | Carlos Chávez                        |
| 2024 | Discoteca                            | Francesco Bruschettini               |
| 2024 | Le canzoni di Vasco (feat. Tormento) | Matteo Vanni                         |
| 2025 | Testacoda                            | Dopoesco                             |